# L'Affaire William Smith
 (décembre 2023).
Si vous disposez d'ouvrages ou d'articles de référence ou si vous connaissez des sites web de qualité traitant du thème abordé ici, merci de compléter l'article en donnant les références utiles à sa vérifiabilité et en les liant à la section « Notes et références ».
L'Affaire William Smith (The Case of William Smith) est un roman policier de l'écrivaine britannique Patricia Wentworth publié en 1948. Il est paru en France aux éditions 10/18 en 1996 dans la collection Grands détectives dans une traduction d'Anne-Marie Carrière.

## Résumé
Depuis la fin de la Seconde Guerre mondiale, William Smith est un modeste artisan dans un atelier de jouets. Mais, pendant le conflit, il fut interné dans un camp de concentration allemand. Devenu amnésique après avoir reçu un coup à la tête, il doit en partie sa survie à un rêve où il était heureux, autrefois, dans une vaste demeure.  Retrouvé avec un médaillon où figurait le nom William Smith, il a adopté ce nom et tente maintenant de redevenir un simple citoyen. Mais le sort s'acharne sur lui et il est bientôt victime d'une série de dangereux accidents. Pourtant, il aspire tant à vivre en paix depuis qu'il a rencontré une mystérieuse inconnue qui s'intéresse à lui. Miss Silver a là une enquête fort difficile à démêler.